# Nachal Mefalsim
Nachal Mefalsim (hebrejsky נחל מפלסים‎) je vádí v severní části Negevské pouště, která spadá do pobřežní nížiny, v jižním Izraeli.
Začíná v nadmořské výšce přes 100 metrů jižně od města Sderot, poblíž vesnice Gevim. Směřuje pak k západu mírně zvlněnou a zemědělsky využívanou krajinou, která díky systematickému zavlažování ztratila pouštní ráz. Kříží dálnici číslo 34. Z jihu míjí vesnici Mefalsim a poblíž ní, u pahorku Tel Mefalsim, ústí zprava do toku Nachal Chanun, nedaleko od hranice s pásmem Gazy.